# Hasan Abu Al-Huda
 (signalé en mai 2025).
Si vous disposez d'ouvrages ou d'articles de référence ou si vous connaissez des sites web de qualité traitant du thème abordé ici, merci de compléter l'article en donnant les références utiles à sa vérifiabilité et en les liant à la section « Notes et références ».
- Archive Wikiwix
- Bing
- Cairn
- DuckDuckGo
- E. Universalis
- Gallica
- Google
- G. Books
- G. News
- G. Scholar
- Persée
- Qwant
- (zh) Baidu
- (ru) Yandex
- (wd) trouver des œuvres sur Wikidata

Hasan Abu Al-Huda (en arabe: حسن خالد ابو الهدى) est un homme politique de l'émirat de Transjordanie. Il a été premier ministre de l’émirat de Transjordanie, il est la quatrième personne à occuper ce poste.

## Source de la traduction
- (en) Cet article est partiellement ou en totalité issu de l’article de Wikipédia en anglais intitulé « Hasan Abu Al-Huda » (voir la liste des auteurs).